# Une Australienne à Rome
Pour plus de détails, voir Fiche technique et Distribution.
Une Australienne à Rome (Un'australiana a Roma) est un téléfilm italien réalisé par Sergio Martino et primodiffusé en 1987.
Le téléfilm appartient à un projet européen concernant le handicap. Il met en vedette la jeune actrice australienne Nicole Kidman, avant qu'elle ne devienne célèbre à Hollywood.

## Synopsis
Deux touristes australiennes, Jill et Susan, atterrissent à Rome. Elles vont découvrir les beautés cachées de la Ville éternelle grâce au jeune Pierluigi, qui sera leur guide en les faisant visiter la ville.
Jill et Pierluigi finiront par tomber amoureux, mais ce dernier, victime d'un accident de voiture et condamné à vivre en fauteuil roulant, se suicide.

## Fiche technique
- Titre français : Une Australienne à Rome[1]
- Titre original italien : Un'australiana a Roma[2]
- Réalisation : Sergio Martino
- Scénario : Lorraine De Selle, Massimo De Rita, Luigi Spagnol
- Photographie : Roberto Gerardi
- Montage : Eugenio Alabiso
- Musique : Luciano Michelini
- Production : Luciano Martino
- Société de production : RAI Radiotelevisione Italiana
- Pays de production :  Italie
- Langue de tournage : italien
- Format : Couleur - 1,33:1 - Son mono - 35 mm
- Durée : 98 minutes (1 h 38)
- Genre : Comédie
- Date de diffusion :
  - Italie : 1987 (Rai 3)

## Distribution
- Nicole Kidman : Jill
- Massimo Ciavarro : Pierluigi
- Lara Wendel : Susan
- Maurizio Mattioli : Le garagiste

## Accueil critique
D'après Alberto Cassani dans Cinefile, le téléfilm échoue lamentablement à tous points de vue.